# رخت‌پوش
رَخت‌پوش (به انگلیسی: Douc) نام یک سرده از زیرخانواده شست‌بریدگان است.
نام علمی این سرده «کفل‌پشمی» (Pygathrix) است.
به آلمانی به آن‌ها Kleideraffen می‌گویند به معنی «میمون‌های لباس‌دار».

## گونه‌ها
- رخت‌پوش ساق‌سرخ،  Pygathrix nemaeus
- رخت‌پوش ساق‌سیاه،  Pygathrix nigripes
- رخت‌پوش ساق‌خاکستری،  Pygathrix cinerea